# Danio trangi
Danio trangi är en fiskart som beskrevs av Ngô 2003. Danio trangi ingår i släktet Danio och familjen karpfiskar. Inga underarter finns listade i Catalogue of Life.
Arten förekommer i Vietnam.